# برودواي، سيدني
برودواي هو طريق يقع على بعد 700 متر (2,300 قدم)  من طريق المدينة الداخلية سيدني ، نيو ساوث ويلز ، أستراليا، وتعد منطقة حضرية.
يشكل الطريق حدودا بين ضواحي ألتيمو (إلى الشمال) و شيبينديل (إلى الجنوب).
يرتبط برودواي بالطرف الجنوبي من شارع جورج الذي ينتهي عند تقاطعه مع شوارع هاريس وريجينت ، ويمتد غربًا إلى تقاطع طريق باراماتا وطريق المدينة في فيكتوريا بارك .
يعتبر برودواي وطريق باراماتا جزء من الطريق السريع الغربي العظيم . 

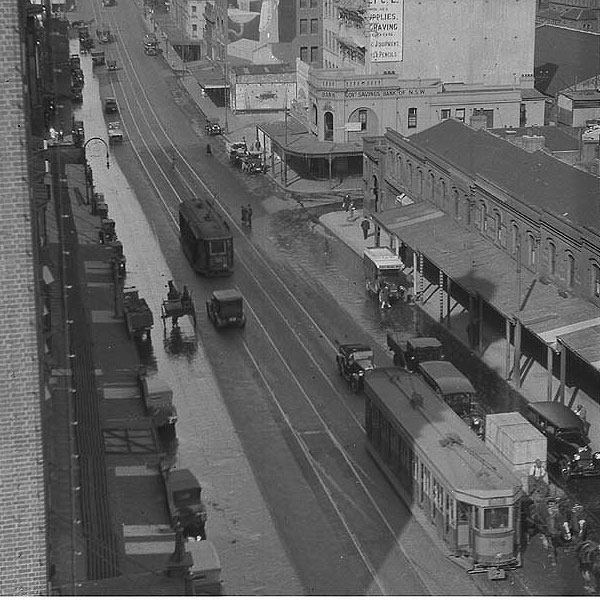
جورج ستريت ويست (برودواي) ، كاليفورنيا. 1930 مأخوذة من مرتفعات مبنى Grace Bros.

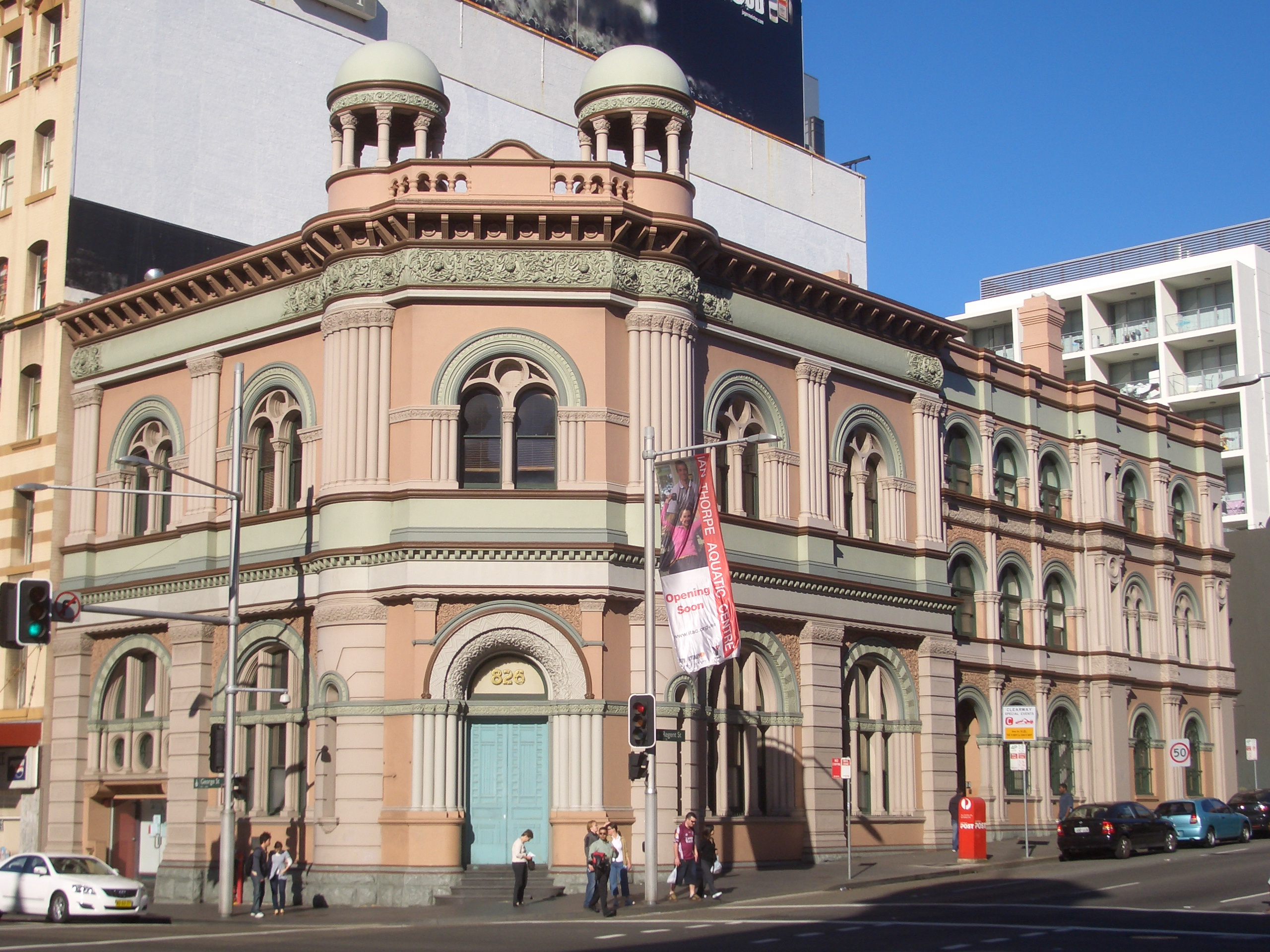
مركز مؤتمرات السفارة هو مبنى تاريخي ، تم بناؤه في تسعينيات القرن التاسع عشر كأول فرع لبنك نيو ساوث ويلز  [لغات أخرى]‏ .
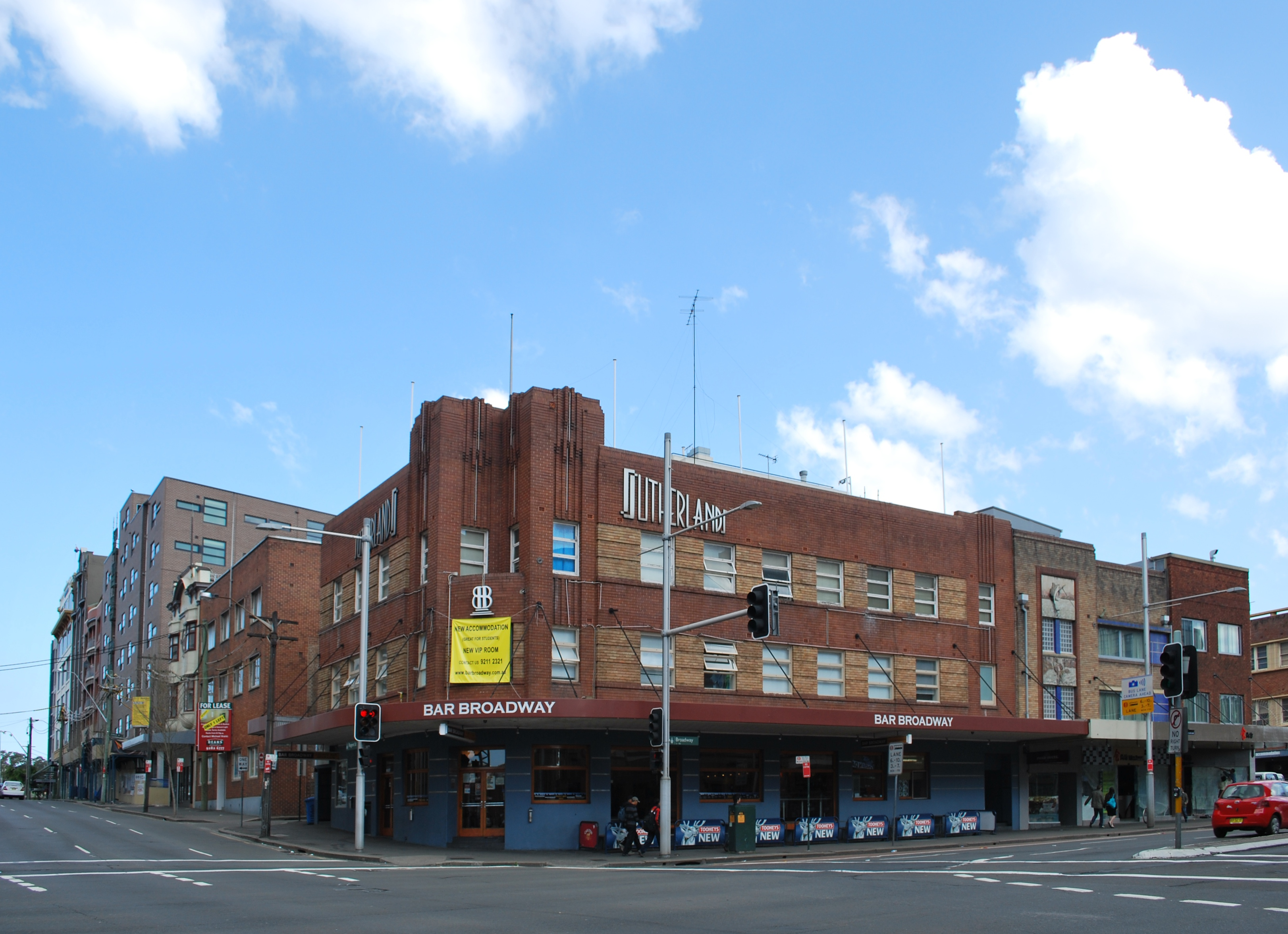
بار برودواي
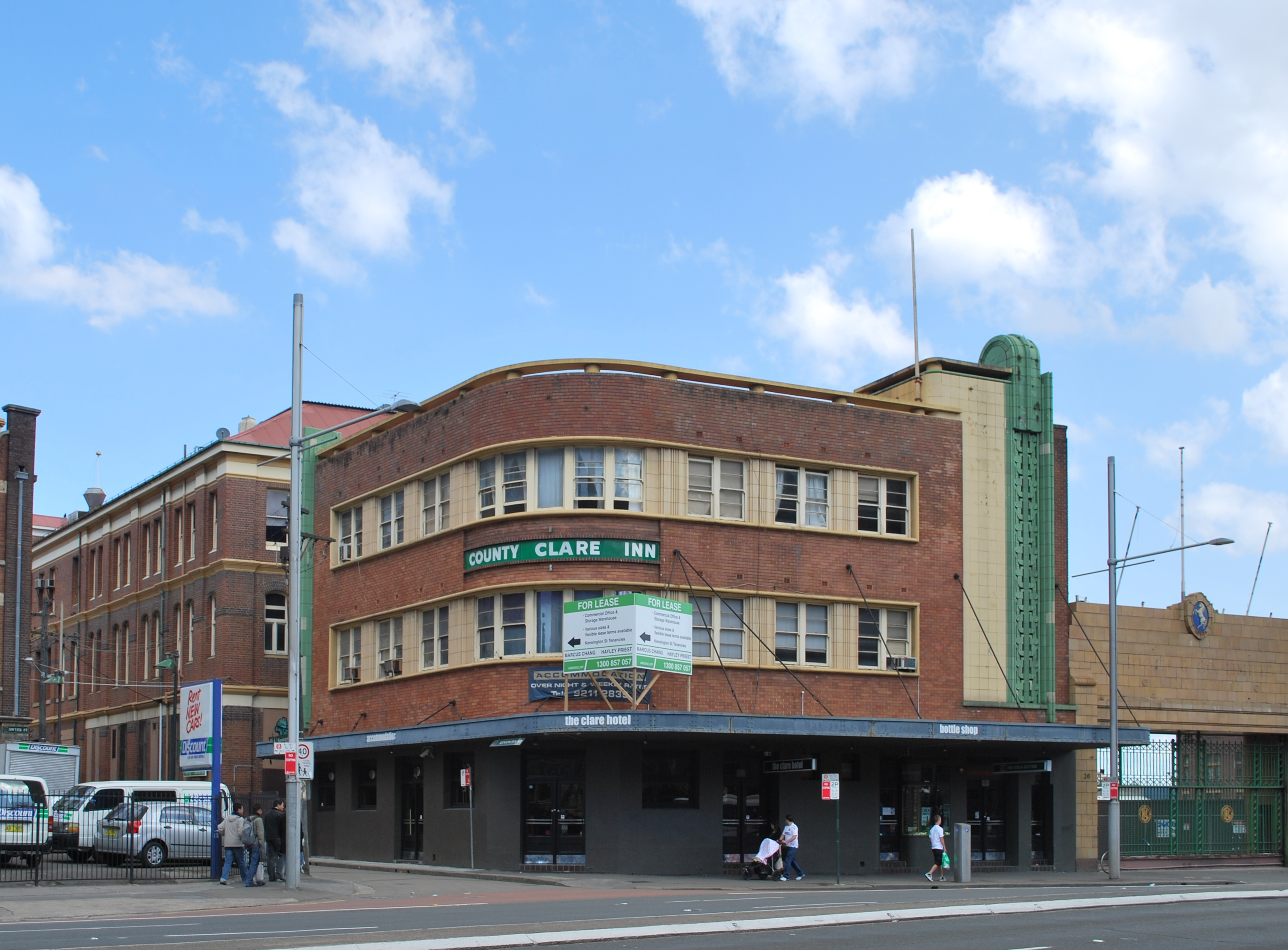
فندق كلير
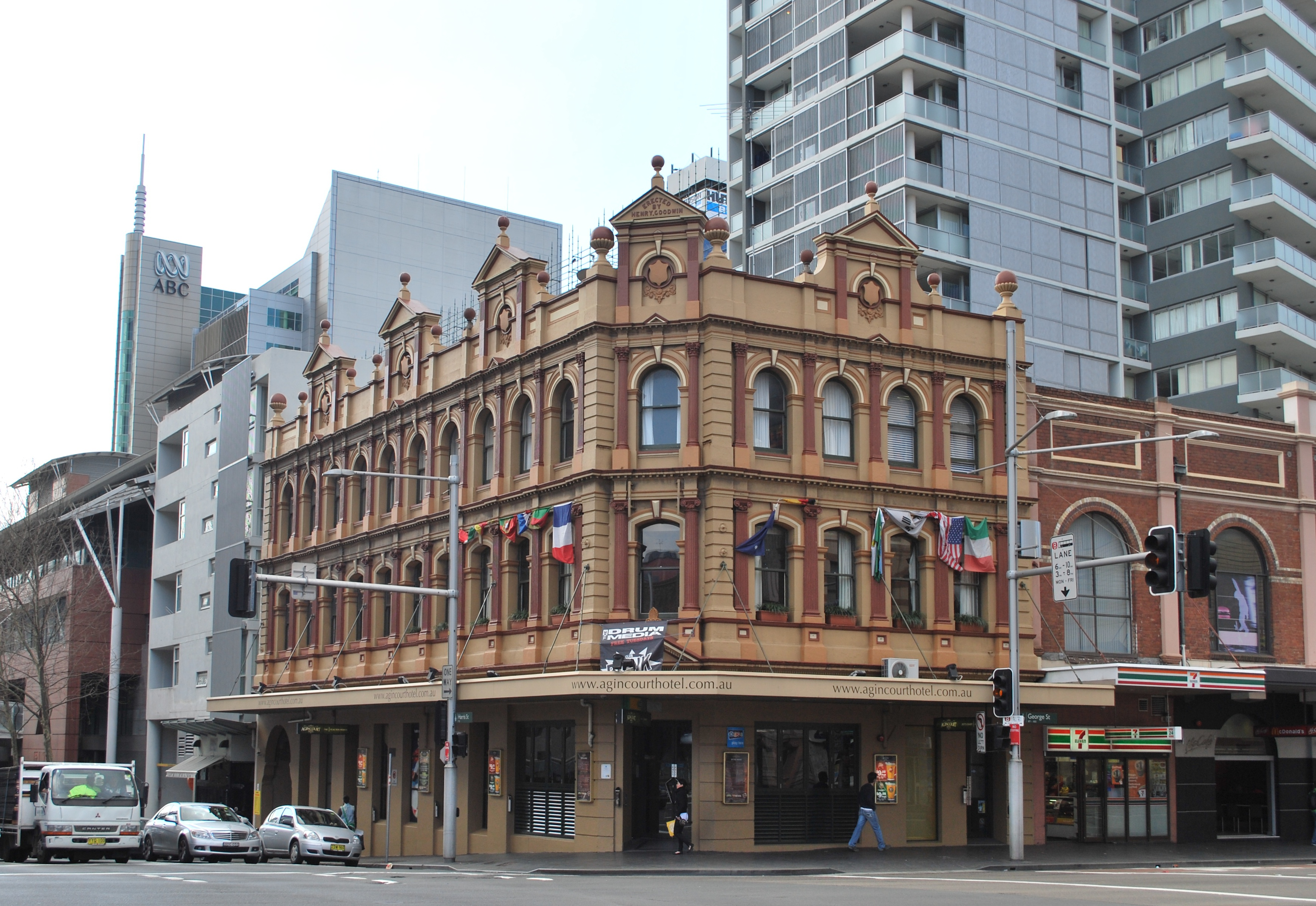
فندق أجينكورت
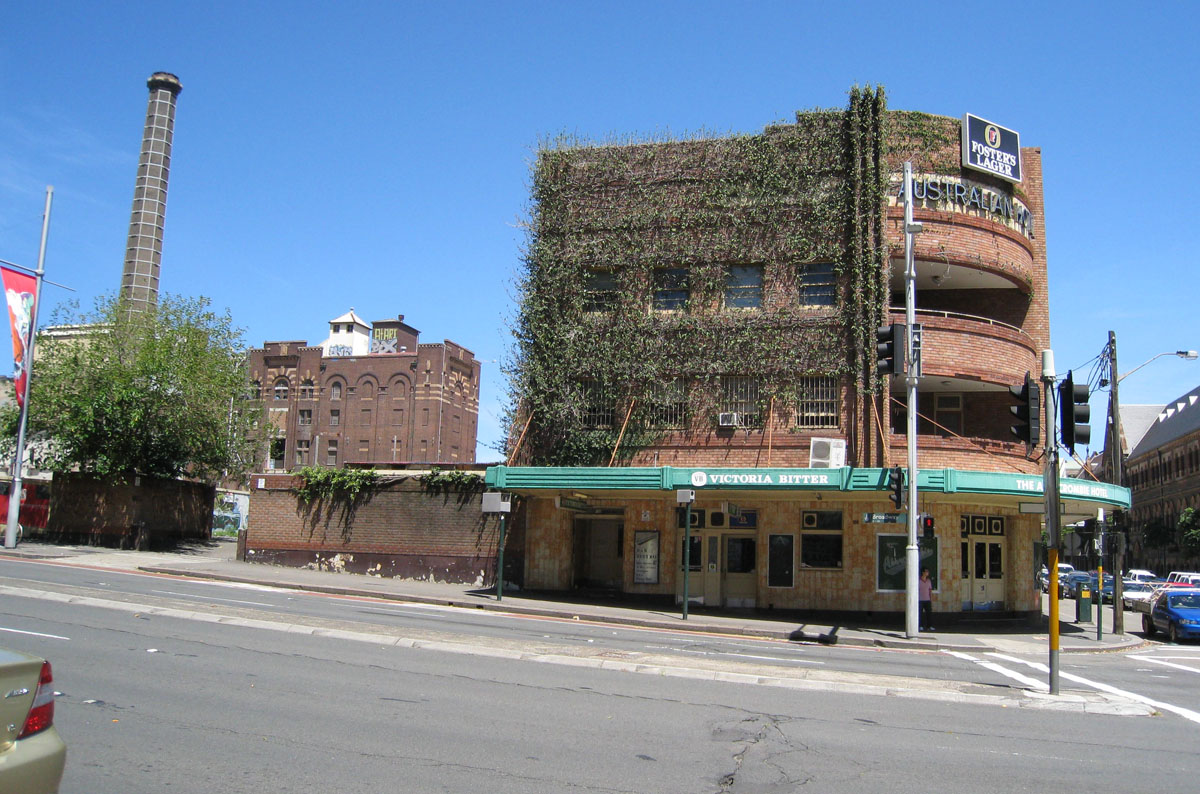
فندق ابيركرومبي
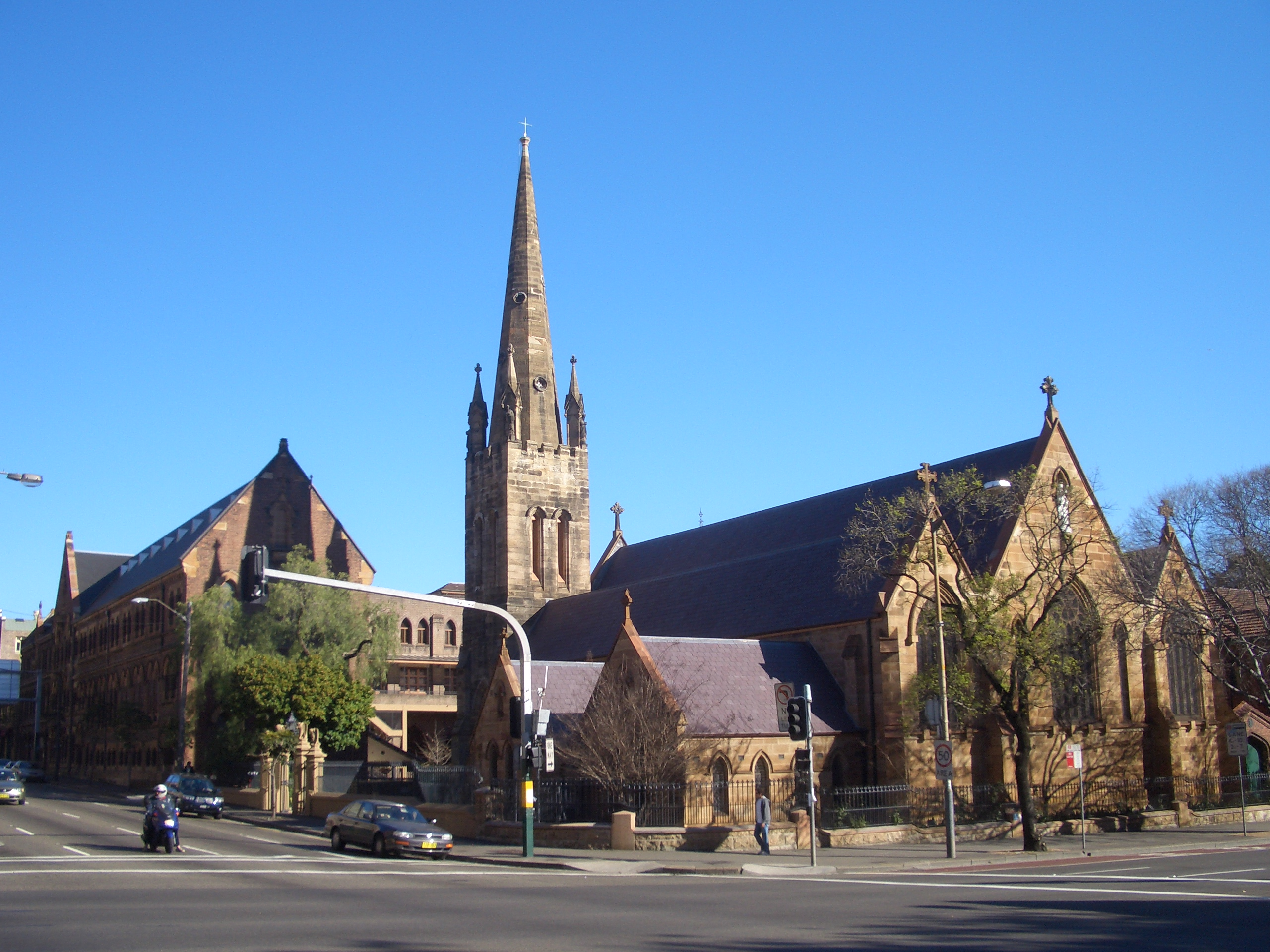
كنيسة القديس بينيديتس مع جامعة نوتردام خلفها.
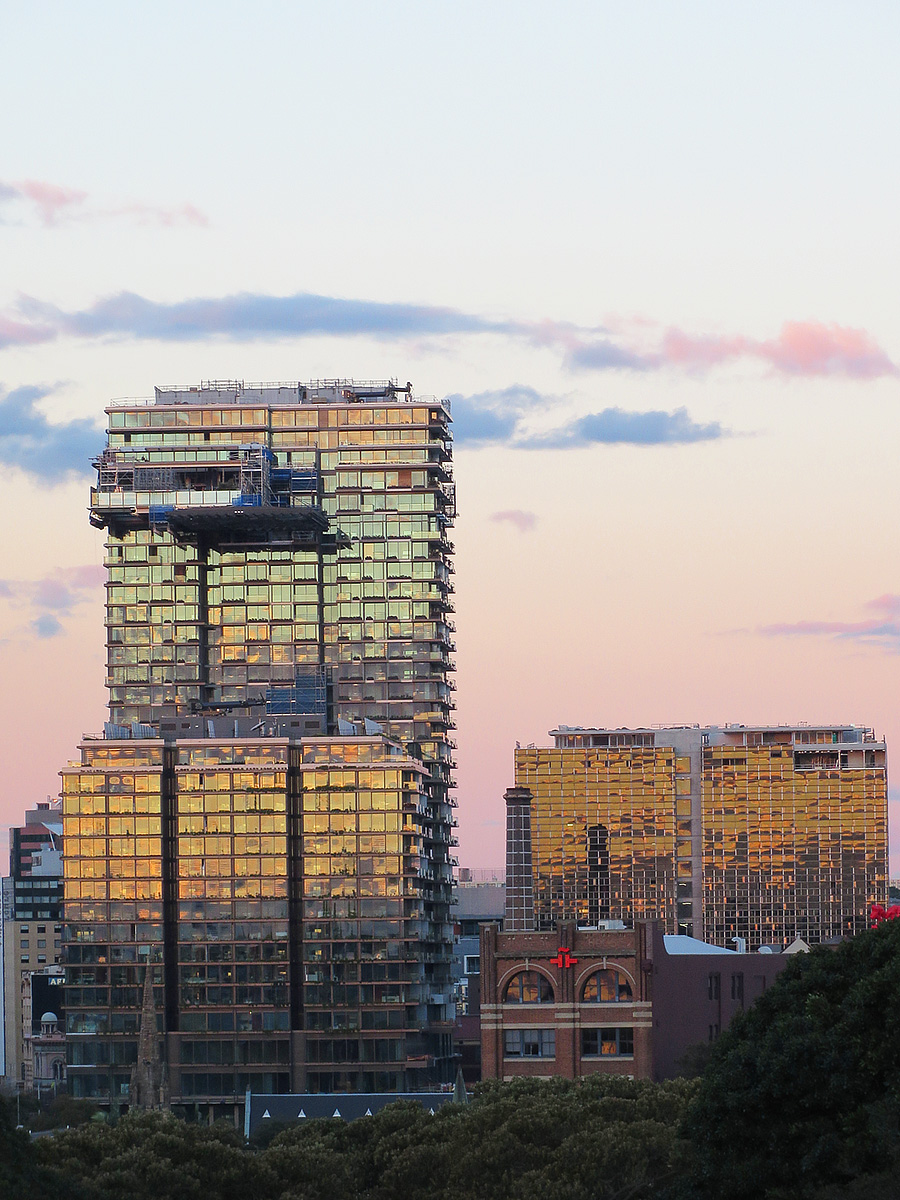
شقق سنترال بارك  [لغات أخرى]‏
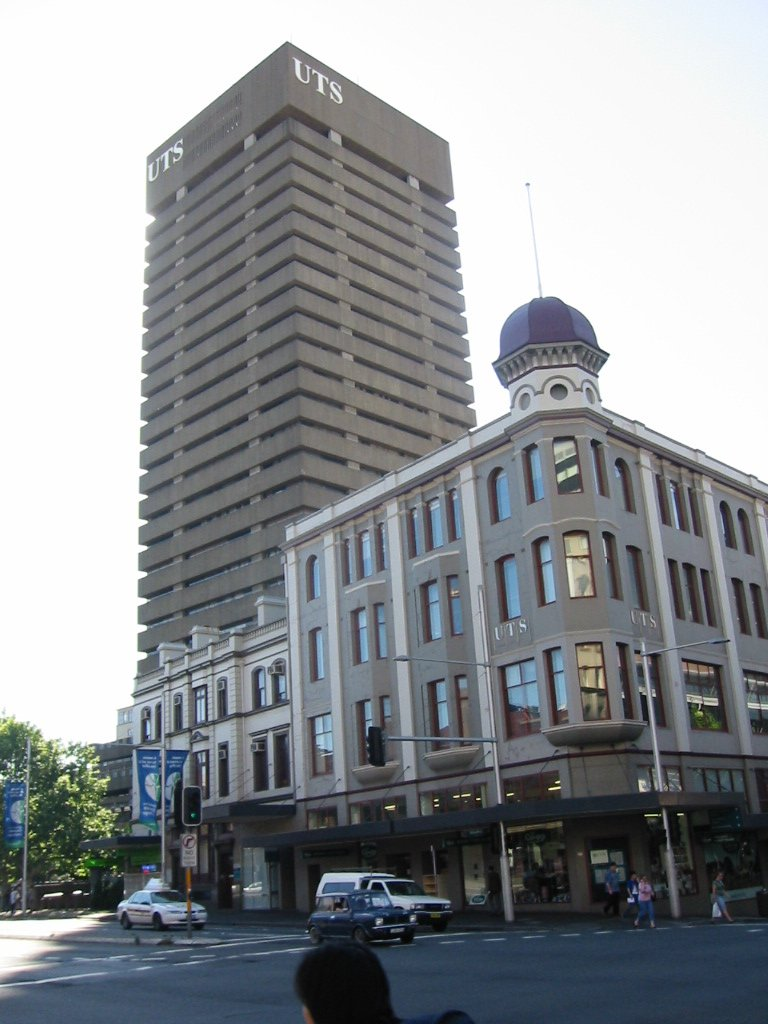
مبنى برج UTS  [لغات أخرى]‏ في الخلفية
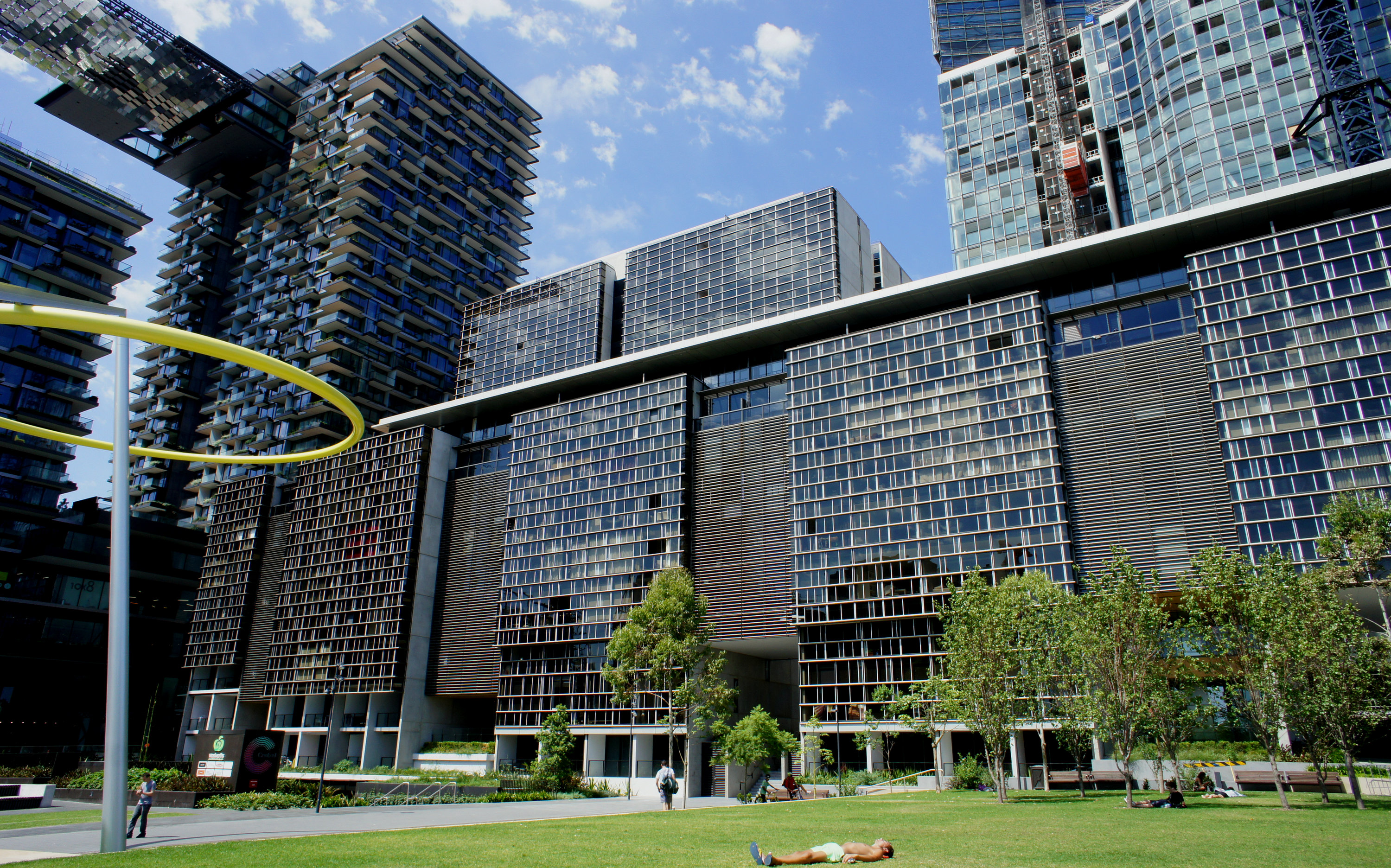
شقق وان سنترال بارك  [لغات أخرى]‏
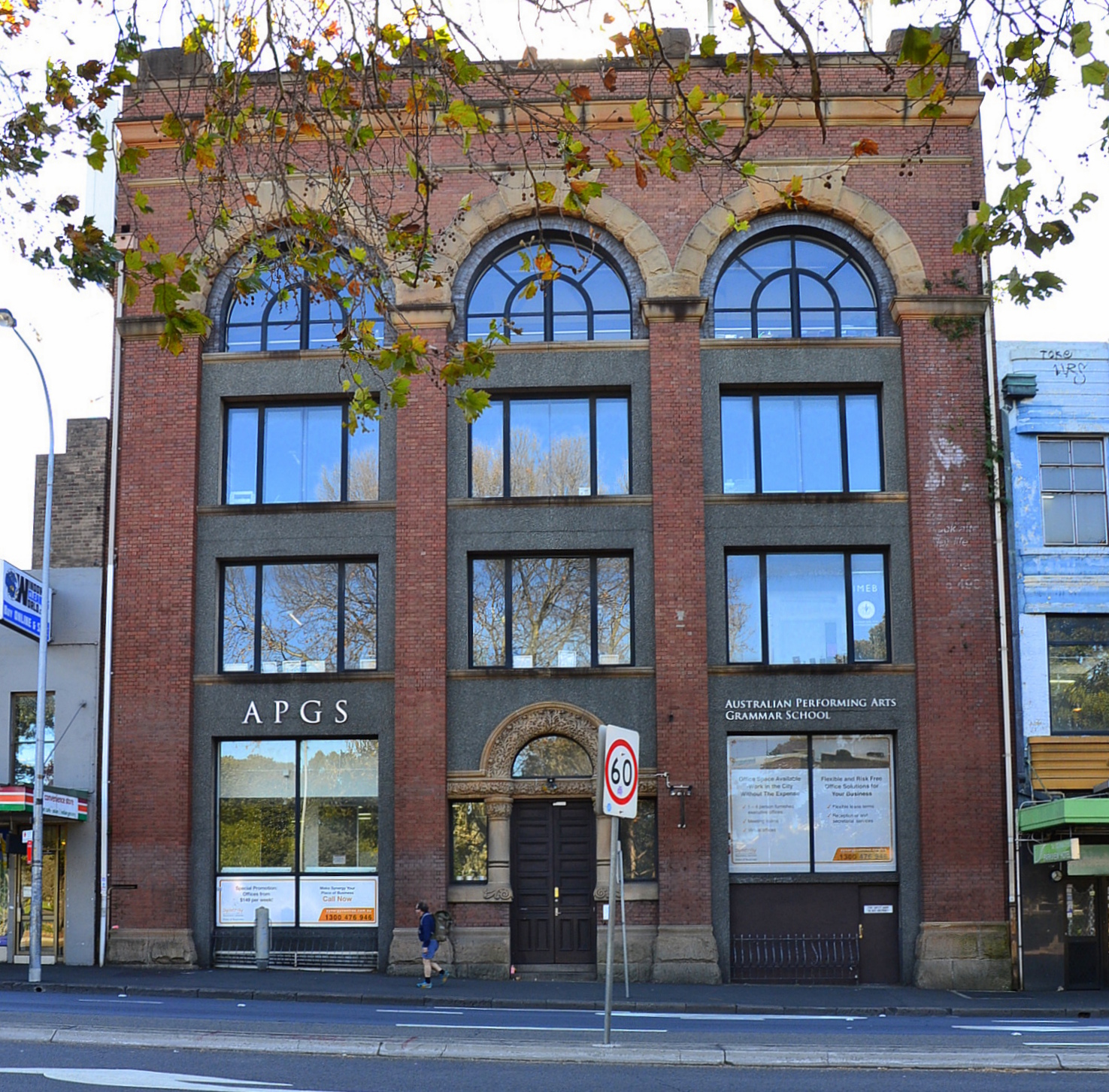
مستودع عصر الاتحاد